# Tiago Monteiro
Tiago Vagaroso da Costa Monteiro (* 24. července 1976, Porto) je bývalý portugalský pilot Formule 1. Jeho nejlepším umístěním je třetí místo v Grand Prix USA 2005, kterou dokončilo jen šest jezdců.

## Kompletní výsledky ve Formuli 1
| Legenda k tabulce | Legenda k tabulce                                                                       |
| Barva             | Výsledek                                                                                |
| ----------------- | --------------------------------------------------------------------------------------- |
| Zlatá             | Vítěz                                                                                   |
| Stříbrná          | 2. místo                                                                                |
| Bronzová          | 3. místo                                                                                |
| Zelená            | Bodované umístění                                                                       |
| Modrá             | Nebodované umístění                                                                     |
| Modrá             | Dokončil neklasifikován (NC)                                                            |
| Fialová           | Odstoupil (Ret)                                                                         |
| Červená           | Nekvalifikoval se (DNQ)                                                                 |
| Červená           | Nepředkvalifikoval se (DNPQ)                                                            |
| Černá             | Diskvalifikován (DSQ)                                                                   |
| Bílá              | Nestartoval (DNS)                                                                       |
| Bílá              | Závod zrušen (C)                                                                        |
| Světle modrá      | Pouze trénoval (PO)                                                                     |
| Světle modrá      | Páteční testovací jezdec (TD)                                                           |
| Bez barvy         | Netrénoval (DNP)                                                                        |
| Bez barvy         | Vyřazen (EX)                                                                            |
| Bez barvy         | Nepřijel (DNA)                                                                          |
| Bez barvy         | Odvolal účast (WD)                                                                      |
| Bez barvy         | Nezúčastnil se (prázdné)                                                                |
| Označení          | Význam                                                                                  |
| Tučnost           | Pole position                                                                           |
| Kurzíva           | Nejrychlejší kolo                                                                       |
| †                 | Jezdec nedojel do cíle, ale byl klasifikován, protože odjel více než 90 % délky závodu. |
| ‡                 | Byl udělován poloviční počet bodů, protože bylo odjeto méně než 75 % délky závodu.      |
| Horní index       | Umístění bodujících jezdců ve sprintu                                                   |

| Rok  | Tým               | Šasi         | Motor                 | 1      | 2      | 3       | 4      | 5      | 6      | 7      | 8      | 9      | 10      | 11      | 12      | 13     | 14      | 15      | 16      | 17      | 18     | 19     | Body | Umístění  |
| ---- | ----------------- | ------------ | --------------------- | ------ | ------ | ------- | ------ | ------ | ------ | ------ | ------ | ------ | ------- | ------- | ------- | ------ | ------- | ------- | ------- | ------- | ------ | ------ | ---- | --------- |
| 2005 | Jordan Grand Prix | Jordan EJ15  | Toyota RVX/05 3.0 V10 | AUS 16 | MAL 12 | BHR 10  | SMR 13 | ESP 12 | MON 13 | EUR 15 | CAN 10 | USA 3  | FRA 13  | GBR 17  | GER 17  | HUN 13 | TUR 15  |         |         |         |        |        | 7    | 16. místo |
| 2005 | Jordan Grand Prix | Jordan EJ15B | Toyota RVX/05 3.0 V10 |        |        |         |        |        |        |        |        |        |         |         |         |        |         | ITA 17  | BEL 8   | BRA Ret | JPN 13 | CHN 11 | 7    | 16. místo |
| 2006 | MF1 Racing        | Midland M16  | Toyota RVX-06 2.4 V8  | BHR 17 | MAL 13 | AUS Ret | SMR 16 | EUR 12 | ESP 16 | MON 15 | GBR 16 | CAN 19 | USA Ret | FRA Ret | GER DSQ | HUN 9  | TUR Ret |         |         |         |        |        | 0    | 21. místo |
| 2006 | Spyker MF1 Team   | Midland M16  | Toyota RVX-06 2.4 V8  |        |        |         |        |        |        |        |        |        |         |         |         |        |         | ITA Ret | CHN Ret | JPN 16  | BRA 15 |        | 0    | 21. místo |